# Kanton Brinon-sur-Beuvron
Kanton Brinon-sur-Beuvron (francouzsky Canton de Brinon-sur-Beuvron) je francouzský kanton v departementu Nièvre v regionu Burgundsko. Tvoří ho 22 obcí.

## Obce kantonu
- Asnan
- Authiou
- Beaulieu
- Beuvron
- Brinon-sur-Beuvron
- Bussy-la-Pesle
- Challement
- Champallement
- Chazeuil
- Chevannes-Changy
- Corvol-d'Embernard
- Dompierre-sur-Héry
- Germenay
- Grenois
- Guipy
- Héry
- Michaugues
- Moraches
- Neuilly
- Saint-Révérien
- Taconnay
- Vitry-Laché